# Emil Lauffer
Emil Lauffer (ur. 28 czerwca 1837 w Dvorcach lub w Bliszczycach, zm. 31 maja 1909 w Pradze) – czeski malarz historyczny i kościelny.

## Życiorys i dzieła
Był synem lekarza. Wykształcenie akademickie zdobył w Wiedniu, po czym zamieszkał w Pradze, gdzie wykładał na Wyższej Szkole Technicznej. Jednocześnie trudnił się malarstwem historycznym oraz religijnym. Jego dzieła znajdują się m.in. w:
- kościele Wniebowzięcia Najświętszej Maryi Panny w Pilszczu (Matka Boska Szkaplerzna z 1862),
- kolegiacie św. Bartłomieja w Głogówku (Męczeństwo św. Bartłomieja, Śmierć św. Józefa, Ofiarowanie różańca św. Dominikowi - wszystkie z 1885),
- kościele św. Wawrzyńca w Królowym (Święty Jan Nepomucen z 1887),
- kościele Narodzenia Najświętszej Maryi Panny w Głubczycach (Święty Florian z 1890),
- kościele św. Katarzyny Panny i Męczennicy w Bliszczycach (trzy obrazy ołtarzowe)[1].